# メアリ・エレン・ウィルソン事件
メアリ・エレン・ウィルソン事件（メアリ・エレン・ウィルソン事件）とは1874年4月にアメリカ合衆国ニューヨーク市で起きた当時8歳であったメアリ・エレンに養母のメアリー・マコーマック・コノリーが約6年に及ぶ虐待を行ったという事実が世間に出ることに至った事件。
メアリー・エレン・ウィルソンは義母と義父であったコノリー夫妻により虐待されていた。コノリー夫妻のもとでメアリー・エレンは夜間に庭に出る以外は外に出ることを許されず、牛革製の鞭で毎日叩かれ、体中と頭中にはあざと傷跡が絶えず、額にはハサミで殴られたことにより作られた大きな傷跡が残っていた。コノリー夫妻が住んでいた住居の大家であったビンハム夫人は、これを見かねて、ケースワーカーであったエタ・ウィーラーに相談した。エタ・ウィラーはその虐待についての調査を行い、アメリカ動物虐待防止協会の創始者であるヘンリー・バーグに報告をした。そしてヘンリー・バーグの呼びかけを受けた警察によりメアリー・エレンは保護された。事件は法廷に持ち込まれ、メアリー・エレンの義母であったコノリー夫人はメアリー・エレンに対する傷害罪の実刑判決を受け、一年間刑務所に送られた。
この事件がきっかけとなり児童虐待防止法が生まれ、同じ年に世界で初めての児童を虐待から救う目的で作られた団体であるニューヨーク児童虐待防止協会が創立、子供を児童虐待から救う活動が世界中に広がっていくこととなる。

## 養女に出されるまで
メアリー・エレンは1864年にフランシス・ウィルソンとトーマス・ウィルソンの間にニューヨーク市で生まれた。メアリーが生まれて間もなく父親であったトーマスが死にフランシスはメアリーを一人で育てることになった。残されたフランシスは忙しさの中から幼女であったメアリーと共に過ごし養育をする時間が無くなりメアリー・スコアーという女性のもとに寄宿させることになる。
経済状況が悪化するにつれフランシスはメアリー・スコアーに支払う養育費用を滞納するようになりメアリー・エレンに会いに来ることも無くなっていった。そしてメアリーが2歳の時フランシスはメアリー・エレンの養育費を三週間滞納しメアリー・スコアーはメアリー・エレンを市の慈善局 (Department of Charities) に預けその後引き取りに来ることはなかった。
そしてメアリー・エレンは1865年にルーズベルト島に送られ病気で飢えていたこどもたちの仲間入りをした。当時のブラックウェルズアイランドではそこに住むこどもたちの三分の二は成人を迎えることなく死んでいった。現在ブラックウェルズアイランドはルーズベルト島と呼ばれている。19世紀中はこの島には様々な病院、保護施設、矯正施設が所在していた。
そして1866年にメアリーは市の慈善局 (Department of Charities) に以前捨てた子供を引き取りに来たマコーマック夫妻に引き取られることになる。この時マコーマック夫妻とメアリーの親族関係を証明する公式的な文書がニューヨーク市に提出されることはなかった。マコーマック夫妻はニューヨーク市に対しメアリー・エレンのことを年に一度報告する事を約束した。

## マコーマック家での生活
間もなく夫であったトーマス・マコーマックが死に妻であったメアリー・マコーマックはフランシス・コノリーと再婚、一家はウェスト41ストリートに引越しをした。
コノリー家にてメアリー・エレンは叩かれ、働かされ、日の下に出ることを許されず、クローゼットの中に何日も閉じ込められ、ほとんど風呂に入ることを許されなかった。メアリー・エレンのコノリー家で過ごした6年間の中でニューヨーク市の慈善と矯正委員会 (Commissioners of Charities and Correction) には2通の報告書がコノリー夫妻から提出された。
コノリー一家のアパートの大家であったマーガレット・ビンハムはメアリー・エレンがコノリー夫妻により虐待をうけていた事実に気が付いていた。マーガレット・ビンハムはコノリー一家がウェスト41ストリートに住んでいた4年間の間メアリー・エレンに対する虐待を頻繁に目にしていた。ビンハムは何度かにわたり虐待を止めに入ろうとしたがメアリー・エレンの母親は法に訴えると言い張りメアリーに対する虐待を止める事は出来なかった。
そしてコノリー一家は引越しをする準備を始めビンハムは当時メソジスト教徒のケースワーカーであったエタ・エンジェル・ウィーラーにメアリー・エレンの虐待について相談した。
コノリー一家の住所先でエタ・ウィーラーはコノリー一家の隣人であったメアリー・スミスに出会う。メアリー・スミスは結核に冒されていた。メアリー・スミスはメアリー・エレンが虐待を受けていた事実を認めエタ・ウィーラーはメアリー・スミスに対する介護の手伝いを依頼するという名目でコノリー一家のもとを訪れた。
当時8歳であったメアリー・エレンは汚れ、ぼろをまとい、腕と足には痣と傷跡があった。これを見たエタ・ウィーラーはメアリー・エレンに対する法的保護の実現に向け活動を始めた。エタ・ウィーラーは始めに警察へ行った。しかし当時の警察がメアリー・エレンに対する暴行の証拠無しにできることはなにもなかった。次にエタ・ウィーラーはいくつかの慈善団体を訪問した。しかし当時のニューヨーク市において子供は法にしたがった結果チャリティー団体に預けられてくることになっており、チャリティー団体の方から行動を起こすことは許されていなかった。
当時のアメリカに於いて子供を守るために一家庭に介入する事を許す法律は存在しなかった。エタ・ウィーラーはメアリー・エレンも動物界の一員だと言った姪の助言を聞き入れアメリカ動物虐待防止協会の創始者であるヘンリー・バーグの元を訪れ関係書類を提出しメアリー・エレンに対する虐待について証言する意思のある近隣の住民をつきとめるにいたる。
エタ・ウィーラーから届けられた書類を読んだヘンリー・バーグは調査員をメアリー・エレンが住んでいたアパートに派遣。この際調査員は国勢調査員に変装していた。そして調査員からの報告、そしてエタ・ウィーラーによる証言をもとにヘンリー・バーグはアブラハム・ローレンス裁判官にメアリー・エレンをコノリー一家から連れ出す請願書を提出した。当時のアメリカ動物虐待防止協会 (American Society for the Prevention of Cruelty to Animals) の弁護人でもあったエルドリッジ・ティー・ゲリーはローレンス裁判官にメアリー・エレンは違法にコノリー夫妻のもとに置かれており、コノリー夫妻はメアリー・エレンの実の両親もしくは法律で認められた保護者でもないことを明らかにした。さらに、メアリーエレンに対する虐待の描写を述べ、メアリー・エレンに対する虐待について証言した証人の名簿を提出し、メアリー・エレンは体の自由を奪われるほど、もしくは死にいたるほどの虐待を受けていることを供述し、また、コノリー一家は法の措置を逃れるためにメアリー・エレンを他の州に移そうとしているという事実の根拠を握っているということを告げ、メアリー・エレンをコノリー家から安全な場所へ移しメアリーが法廷で証言することの出来る環境を設ける必要性があることを主張した。これを受けアブラハム・ローレンス裁判官はヘイビアス・コーパスの第65節 (Section 65) に従い特別令状を発行しメアリー・エレンを裁判所の保護下に置くという決定を行う。ヘイビアス・コーパスとは不法拘留の解放を行う力を持った令状もしくは法的手段のことを指す。この令状を受けたマクドーガル警察官はメアリー・エレンを保護しメアリー・エレンが法廷で自身に対して行われていた虐待について証言が可能であった環境を築くことに成功した。

## 法廷にて
世論を重要視したヘンリー・バーグはニューヨークタイムズ紙の記者を法廷審理に出席させた。
1874年の4月9日、メアリー・エレンの事件は法廷での議論を迎えた。
法廷にてヘンリー・バーグの代理人を務めたメッサーズ、エルドリッジ・ティー・ゲリー、アンブローズ・モンテルはメアリー・エレンの置かれていた状況はコノリー一家の隣に住んでいた病床に伏せていた女性を見舞っていた女性により発見された事を告げ、その病床に伏せていた女性がメアリー・エレンの身の行く末をとても危惧していたという事実を明らかにし、他の近隣の住民からの陳述もこれに一致している事を述べ、エタ・ウィーラーはメアリー・エレンを救出するために様々な慈善団体を訪れたということ、最後の手段としてヘンリー・バーグのもとを訪れたということ、これに対しヘンリー・バーグはメアリー・エレンの抱えていた問題は動物に対する虐待防止という目的に当てはまるものではなかったが、活動を起こすことは一人の人間として当然の役割であると受け止めメアリー・エレンの救出に対して行動を起こすことを決意したことを告げ、まともな人間や慈善団体の保護下に置かれることがなくコノリー夫妻の保護下に置かれたままではメアリー・エレンは死ぬまで叩かれ続けるであろうと主張した。
コノリー夫人はこの日出廷することはなかったが、メアリー・エレンは以下の事柄を証言した。
- 両親は共に死んで自分の年齢はわからない コノリー一家と暮らし始める以前のことは何も憶えていない。
- コノリー夫人のことをママと呼んでいる。
- 靴を持っていたことはあるが何時のことかは憶えていない。但し、その年の冬に靴と靴下を与えられなかった。
- 夜間を除いてはコノリー夫妻のいた部屋からの外出を認められず、外出が認められても庭までしか出られなかった 家から外出した記憶が無い。
- 自分は窓の下にあったカーペットの切れ端の上で寝ていた。就寝の際は下着のみを着用し布をかけ布団にして寝ていた。
- 友達を作ることを許されなかった。
- ほぼ毎日コノリー夫人に特製の鞭で叩かれ、いつも痣と傷だらけであった。
- 頭に黒と青の痣があった。
- コノリー夫人にハサミで叩かれひたいに傷ができた。
- 誰からもキスをされたことがなく、コノリー夫人の膝に抱かれて優しくされたこともなかった。
- 怖くて自分の置かれていた状況を誰にも話したことがない。
- 一着のキャラコの服とスカート以外の衣服を持っていたことしか憶えてなくて、部屋で他の衣類を見たことはあるものの着ることは許されなかった。
- コノリー夫人が外出する際には寝室に閉じこめられていた。
- コノリー夫人に叩かれたとき何も言われず、何故自分は叩かれたのか理解できない。
- 叩かれ続けるので、コノリー夫人の許へは帰りたくない。

休廷に入る前にメアリー・エレンはローレンス裁判官の部屋へ連れられメアリー・エレンの証言に対する確認作業の準備が行われた。エルドリッジ・ティー・ゲリーはヘンリー・バーグが一個人の人間としての役割をはたすという根拠で行動を起こしていたこと、そしてその役割をはたすためならアメリカ動物虐待防止協会の会長として法で許された権限を用いることも辞さないという意思があるということを明確にした。
この時点で法廷は翌日の午前10時まで休廷、ローレンス裁判官はコノリー夫人に対する裁判所への召喚状を発行する指示を出すという意思を表明、コノリー夫人はメアリー・エレンの実の親の名前を明らかにすることができるという確信があり、メアリー・エレンに対する措置を決定する前に実の親の名前を突き止めその時点で自分に報告してほしいという意思を示した。
10日の午前10時になり審問は再開しコノリー夫人が証言台に立った。
コノリー夫人はローレンス裁判官の前で前の夫であったトーマス・マコーマックからコノリー夫人以外の女性とも子供をもうけていたということ、マコーマックとコノリー夫人の二人で施設の管理者であったケロックからマコーマックのサインでメアリー・エレンを引き取ったことを告げ、メアリー・エレンを引き取った際に受け取った証書を見せた。その1866年につづられた証書にはトーマス・マコーマックとコノリー夫人が年に一度メアリー・エレンのことをニューヨーク市の慈善と矯正委員会に報告することが記されていた。この証書はニューヨーク市の慈善と矯正委員会により是認されていた。
引き続き行われた証言においてコノリー夫人は以下のことを証言した。
- メアリー・エレンの実の母親の名前はウィルソンといい、引き取る際に受け取ったのはその証書だけだった。
- ニューヨーク市からはメアリー・エレンとの関係についてなにも聞かれなかった。
- 施設の管理者であったケロックから、ウィルソン夫人は生きているということを聞いた。ただ、そのことについて誰から聞いたのかは判らない。
- メアリー・エレンを育てるに当たり一銭も受け取ったことはなく、家事を手伝わせたことはない。
- メアリー・エレンを引き取った際にメアリー・エレンが着ていた衣服以外には、衣服を与えなかった。

そして、メアリー・エレンを引き取ってから二通の報告書を市の慈善と矯正委員会に提出したことを告白し証言を締めくくった。
動物虐待防止協会の職員であったアレンゾ・エス・イバンスは以下のことを証言した。
- 自分がコノリー一家を訪れた際に、メアリー・エレンは部屋の隅の方へ走って行き殴られるのを恐れたようにしていた その時、メアリー・エレンは法廷に着てきた以外の衣服は持っていなかった
- コノリー夫人は、メアリー・エレンのことを自分の子供ではないと言った。
- メアリー・エレンがマクドーガル刑事に、額にできた傷はコノリー夫人によりはさみで殴られたことによりできたと供述した。
- コノリー夫人に毎朝鞭で叩かれていたのは判っていたが、その鞭を探しても見つからなかった。

この証言はマクドーガル刑事による証言とも一致した。
セントラルオフィスのデーセンバリー職員は自分はコノリー夫人による心身的虐待について知っていたということを証言する。
数か月前までコノリー一家と同じ家に住んでいたハーグスリング夫人は以下のことを証言した。
- メアリー・エレンが鞭で叩かれていたのを目撃したことはない。
- しかし、キャラコの服一枚でメアリーがトイレにいたのを見たことがあり、とても怯えていて体中に青色と黒の痣がついていた。

以前コノリー一家と同じ家に二年間住んでいたケンプ夫人は以下のことを証言した。
- メアリーは、ほぼ毎日一日中奥の部屋に閉じ込められていた。
- 父親が家にいて母親がいないときメアリーは時々トイレにいた。
- 母親が帰ってくるとメアリーは震えだした。

コノリー一家の隣に住んでいたメアリー・ステーダー夫人は以下のことを証言した。
- メアリー・エレンの姿は、三年間見たことがなかった。
- 頻繁に何かを叩くような音を聞き、その後子どもの泣き声を聞いた。

コノリー一家と同じ階に住んでいたマーガレット・ビンハム夫人は以下のことを証言した。
- メアリー・エレンがいつも閉じ込められていたは知っていてそのことを隣近所の住民に話したが、警察も耳を傾けないだろうし介入する意味はないとあしらわれた。
- 一度メアリー・エレンが閉じ込められていた部屋の窓を開けてみようとしたが、窓は一インチ以上あがらなかった。
- メアリーの顎に傷があるのをみたことがある。
- コノリー夫人が奥の部屋に鞭を保管していた。
- コノリー夫人から、フランシス・コノリーが一度メアリー・エレンを保護に出そうかと持ちかけたことがあったが、子供を養育するだけの経済的余裕もあったしメアリーを手許に置いておく意志もあったのでそうしたということを聞いた。

チャールズ・スミスは他の証人の証言に対しメアリー・エレンは衣服を与えられなかったということ、叩かれていたということ、閉じ込められていたということについて同意した。そしてメアリー・エレンは毎朝フランシス・コノリーが出かけた後に15分ほどの暴行を受けていたことを付け加えた。

スレーター夫人は以下のことを証言した。
- メアリー・エレンが二年前の暑い夏の間中、部屋に閉じ込められていた。
- コノリー夫人が部屋の窓を開かないようにしていた。
- コノリー夫人は、メアリー・エレンが汚れてしまうという名目で他の子どもたちと遊ぶことがないようにしていた。
- コノリー一家は当時1050ドルで3つの部屋を借りていた。

チャールズ・ジー・ウィーラー夫人はコノリー一家を訪ねたことがあると証言。その際メアリー・エレンはテーブルで皿洗いをしていてウィーラー夫人には気づかなかったということ、ひねった革でできたむちがそのテーブルの上に置いてあったということ、次の日にコノリー一家を訪れた際メアリー・エレンは裁縫をしていてそばにあった椅子の上にはその牛革製の鞭が置かれていたということを証言した。
この時点で法廷は翌日の午前10時まで休廷。メアリー・エレンは保護下にあった女性看守のもとへ連れられて行った。
11日の午前10時になり審問は再開。
メッサーズ、エルドリッジ・ティー・ゲリー、アンブローズ・モンテルは著名な商人からメアリー・エレンを養子にもらいたいという申込があったということ、その他にもたくさんの人達からメアリー・エレンを養子にしたいという申込みがあったということを明らかにした。

メアリー・スミスは病床から法廷への手紙を書いた。その手紙には以下のことが証言されていた。
- コノリー夫人がメアリー・エレンのことを鞭で打つ音を毎日、特にほぼ毎朝朝食前にフランシス・コノリーが出かけた後に聞いていた。
- メアリー・エレンが日に二度鞭で打たれていたこともしばしばあった。
- コノリー夫人が出かける際にはメアリー・エレンは部屋に閉じ込められていて全く物音がせず、表からは部屋の中に人がいることが分らなかった。
- 一度コノリー夫人が留守の際メアリー・エレンがドア口まで来たことはあったが、スミット夫人を見るとすぐに怯えて走り逃げてしまい部屋の鍵を閉めてしまった。
- コノリー一家が引っ越しをしてきて最初の週に、馬を操るのに使われる様な約2フィート半の牛革製の鞭が部屋のテーブルの上に置かれていたのを見た事がある。その鞭の先には指の太さほどの革ひもが何本か付いていた。
- 毎朝メアリー・エレンが泣き叫んでいたのを聞いていた。
- コノリー夫人はメアリー・エレンを知らないと言い、メアリー・エレンは小悪魔だと言っていた。
- コノリー夫人は、フランシス・コノリーはメアリー・エレンから全てを聞いていると言った。
- メアリー・エレンが部屋の隅にあった窓の下で横になっているのを見たことがあり、そこでメアリー・エレンは寝ていてほとんどの時間を過ごしていたのではないか。

この時点で法廷は翌々日の午前11時まで休廷。エルドリッジ・ティー・ゲリーはその間にメアリー・エレンの血筋に関する調査を徹底的に行うということを表明。
13日の午前11時になり審問は再開。
このときメアリー・エレンは新しい衣服を着ていて何歳か若く見えた。
ブレーディー裁判官はコノリー夫人に対し逮捕令状を発行。コノリー夫人は勾留され大陪審による措置の決定を待つことになる。
それまでに証言を行った全ての証人は自身の証言に対し宣誓供述書に署名。宣誓供述書は大陪審に送られた。
警察本部に勤務していたウェッブ夫人とマートン夫人は連れてこられて告発書に共同署名をした際のメアリー・エレンはとても不潔な状態であったということ、髪の毛には害虫がいたということ、泥を落とすために何度もメアリー・エレンの体を洗う必要があったということ、顔、肘、そして体のところどころに痣や擦り傷があったということを証言した。

アウトドアプアの長官であったケロックは以下のことを証言した。
- 1866年にメアリー・エレンは慈善局から奉公に出された。
- その以前の1864年にメアリー・エレンを慈善局に連れてきたのはメアリー・スコアーという女性であった。彼女は、メアリー・エレンを慈善局に連れてくる3週間前まで、月8ドルの報酬でメアリー・エレンの面倒を見ていたが、支払いが止まったことから慈善局に連れて来たのだった。
- メアリー・エレンの本当の両親の居場所を知る手立てはない。
- マコーマック夫妻からはメアリー・エレンとの関係について何も言われなかった。
- メアリー・エレンを養子にした際に、マコーマック夫妻はメアリー・エレンを夫妻の主治医に診せて良い結果だった。その時のメアリーを診ていた医者を見つけることも出来ると思う。

大陪審が入廷。コノリー夫人に対する容疑を読み上げた。起訴状には暴行、傷害、身体的危害を加える意思がある暴行、殺害の意思がある暴行、危害を加える意思のある暴行の五つが記されていた。そしてコノリー夫人の逮捕に至った。
この時点で法廷は16日の午前10時まで休廷。
1874年4月17日に発行されたニューヨークタイムズ紙には児童支援団体について書かれている。当時のニューヨークタイムズ紙によると児童支援団体は西部の田舎町に子供の里親を探すということ、そして調査員が定期的に子供を訪れるということ、里親先については厳格な審査が行われるということから養子先で子供への虐待が起きたことはないと報道している。児童支援団体は当時他のどの団体よりも子供の里親を探すことに於いて多くの経験を持っていた。
27日の法廷ではコノリー夫人に対する傷害の容疑の判決が言い渡された。
メアリー・エレンは証言台に立ちいくつかの質問に答えた後怯え始め泣き出した。そしてローリンズ検事になだめられ自身に対して行われた虐待についての詳細を述べた。メアリー・エレンは以下のことを証言した。
- 額についた深い傷は、コノリー夫人によりはさみで殴られた際にできた。コノリー夫人がちぎっていたキルトの掛け布団をメアリーは手にしていたが、そのキルトの布団の持ち方が気にくわなかったので夫人に殴られたとのこと。
- 何も悪いことはしていないのに何度も長い棒で殴られた

警察本部のウェッブ夫人とマートン夫人、マクドーガル刑事、アメリカ動物虐待防止協会のアロンゾ・エス・エバンス、セイントルークスミッションのエタ・エンジェル・ウィーラー、コノリー一家の住居の大家であったビンハム夫人、ステート夫人、チャールズ・スミスはメアリー・エレンの痣、ひどい汚れ方、そして虐待について証言した。
ローリンズ検事による最終弁論が行われた後ハケット判事により傷害罪の特徴が読み上げられ陪審員団は法廷から退場した。20分間の審議の後陪審員団はコノリー夫人に対する有罪判決を言い渡した。コノリー夫人は一年間の刑務所での重労働に処された。
コノリー夫人の弟はメアリー・エレンは合法的に養子になったということを主張し姉の刑期が終わり次第メアリー・エレンの保護権を取り戻す意思があるということを表明した。
当時ニューヨーク市において55の慈善団体が362,000ドルにわたる資金援助をニューヨーク州に申請していた。メアリー・エレンの事件は当時の児童たちが置かれていた状況の氷山の一角にしか過ぎなかった。当時のニューヨークではたくさんのこどもたちが物乞いをしていた。これをゆるしてしまっていた大人達にこの事件の責任があるとみるのが妥当であるというのが当時の見解だった。

## その後
その後メアリー・エレンは裁判所により少女保護施設に送られた。エタ・ウィーラーはこのことを不適切に感じローレンス裁判官から許可を取りメアリー・エレンを自身の母親であったサリー・エンジェルのもとに住まわせる。サリー・エンジェルの死後メアリー・エレンはエタ・ウィーラーの妹であったエリザベスとその夫ダリウス・スペンサーにより育てられる。当時の記録によるとその後のメアリー・エレンの養育はしっかりとしたものであった。
メアリー・エレンは24歳で結婚しエタとフローレンスという名前の二人の子をもうけ、後にユーニスという名前の女の子を養子に引き取った。エタとフローレンスは教師になり、ユーニスはビジネスウーマンになった。メアリー・エレンの孫たちは祖母のことをやさしく、あまりしつけに厳しくない人だと言っている。メアリー・エレンは自分の虐待について多くを語ることは無かった。
1913年に開かれたアメリカ人道協会のカンファレンスでエタ・ウィーラーはスピーチを行いこのスピーチの内容は後日出版された (The Story of Mary Ellen which started the Child Saving Crusade Throughout the World)。 メアリー・エレン・ウィルソンは1956年に92歳でこの世を去った。

## 注
1. 1 2  「Mary Ellen Wilson:How One Girl's Plight Started the Child-Protection Movement.」 アメリカ人道協会
2. ↑  「MR. BERGH ENLARGING HIS SPHERE OF USEFULNESS.; INHUMAN TREATMENT OF A LITTLE WAIF HER TREATMENT A MYSTERY TO BE CLEARED UP.」 ニューヨークタイムズ 1874年4月10日
3. ↑  「THE MISSION OF HUMANITY.; CONTINUATION OF THE PROCEEDINGS INSTITUTED BY MR. BERGH ON BEHALF OF THE CHILD, MARY ELLEN WILSON.」 ニューヨークタイムズ 1874年4月11日
4. ↑  「MARY ELLEN WILSON.; FURTHER TESTIMONY AS TO THE CHILD'S ILL TREATMENT BY HER GUARDIANS.」 ニューヨークタイムズ 1874年4月12日
5. ↑  「MARY ELLEN WILSON.; FURTHER TESTIMONY IN THE CASE TWO INDICTMETS FOUND AGAINST MRS. CONNOLLY BY THE GRAND JURY.」 ニューヨークタイムズ 1874年4月14日
6. ↑  「PREVENTION OF CRUELTY TO CHILDREN.」 ニューヨークタイムズ 1874年4月17日
7. ↑  「MARY ELLEN WILSON.; MRS. CONNOLLY, THE GUARDIAN, FOUND GUILTY, AND SENTENCED TO ONE YEAR'S IMPRISONMENT AT HARD LABOR.」 ニューヨークタイムズ 1874年4月28日
8. ↑  「OUR CITY CHARITIES VERSUS THE CASE OF MARY ELLEN.」 ニューヨークタイムズ 1874年4月16日
9. ↑  「WAIFS AND STRAYS.」 ニューヨークタイムズ 1874年4月11日